# Azura Skye
Azura Skye (ur. 8 listopada 1981 r.) – amerykańska aktorka.
Urodziła się w Northridge w Los Angeles pod nazwiskiem Azura Dawn Storozynski.
Jest najbardziej znana z tytułowej roli cynicznej Jane Cooper w serialu stacji The WB Zoe i przyjaciele (Zoe, Duncan, Jack and Jane, 1999–2000). Była za nią nominowana do YoungStar Award.